# Barmakiden
De Barmakiden waren een beroemde familie van afstammelingen van Barmak uit Balch (tegenwoordig in Noord-Afghanistan, vroeger de hoofdstad van Bactrië, Bakhdi, Tocharistan). De Barmakiden speelden 'sinds onheuglijke tijden' een prominente rol in Bactrië, waarschijnlijk als hogepriesters van de boeddhistische tempel in Balch. In de laatste jaren van de Omajjadische dynastie bekeerden ze zich tot de Islam. Een familie werd van groot belang voor het tot bloei brengen van het abbasidische rijk vanuit Bagdad. 

## Etymologie
Volgens D. Sourdel was 'Barmak' de titel van de overste van een boeddhistisch klooster. 

## Gouden tijdperk van de Abbassiden
De familie van Khalid ibn Barmak was van belang voor de ontwikkeling van 'het gouden tijdperk van de Abbasiden', wat later met de regering van Harun ar-Rashid werd verward. In die tijd kwam naast de handel, de filosofie en wetenschap tot bloei. Het westen profiteerde van die kennis via islamitisch Spanje en Portugal en de contacten via Sicilië (met name tijdens de regering van Frederik II van Hohenstaufen) en Zuid-Italië en vertalingen, die tijdens kruistochten werden gemaakt (door Adelard van Bath en Stefan van Antioch). 

## Beroemde Barmakiden
- Khalid ibn Barmak en diens zoon
- Yahya ibn Khalid en diens zonen
- Jaffar ibn Yahya en Fadl ibn Yahya

### Khalid
Khalid speelde een cruciale rol in de Abbasidische revolutie en was raadgever van de abbassidische kalief Al-Mansoer.

### Yahya
Yahya was hoofdadviseur van de kaliefen Al-Mahdi en Al-Hadi en mentor van Haroen ar-Rashid.

### Jaffar en Fadl
De broers Jaffar en Fadl waren vooraanstaande leden van Haroen ar-Rashids regering. Jaffar werd vizier en mentor van Haroens oudste zoon Abdallah (Mamoen). Fadl wist opstanden in Khorasan te temperen en was mentor van Haroens zoon bij Zubaidah, Mohammed (Al-Amin).

## Val van de Barmakiden
De Barmakiden vielen in 803 in ongenade en verloren hun macht en bezit tijdens de regering van Haroen ar-Rashid. Het conflict dat ontstaan was door de vraag wie de volgende kalief zou worden, de oudste en meest gekwalificeerde Amoen of Amin, de zoon van Haroens hoofdvrouw Zubaidah, zal een belangrijke rol hebben gespeeld. Ook hadden de Barmakiden machtige vijanden, als kamerheer Fadl ibn al-Rabi, die onder Amin vizier zou zijn en Ali ibn Isa, de gouverneur van Khorasan. De rijkdom en macht van de Barmakiden zal de kalief jaloers en wantrouwig hebben gemaakt. Ook werd het feit dat de Barmakiden minder hard tegen de (opstanden van) de Aliden, de nazaten van Ali optraden hen niet in dank afgenomen.
Zowel de mentor van Mamoen (Jaffar) als die van Amin (Fadl) kwamen er slecht van af: Jaffar werd op 45-jarige leeftijd onthoofd en z'n lichaam in delen tentoongesteld op de bruggen van Bagdad; Fadl werd gevangengezet in Raqqa en stierf er in 808 op 45-jarige leeftijd aan parese. Het bezit van alle leden van de familie in Bagdad, Raqqa en elders werd geconfisqueerd, als wel van hun relaties, vrienden en dienaren. Meer dan duizend vrouwen, kinderen, bevrijde slaven en volgelingen van de Barmakiden werden gedood. Hun huizen werden geplunderd en hun bezit verdween in de staatskas.
Yahya werd onder huisarrest geplaatst en later in dezelfde gevangenis ondergebracht in Raqqa als zijn zoon Fadl. Hij weigerde  Haroens aanbod in die stad onder huisarrest te worden geplaatst. Het maakte hem niet uit waar hij verbleef zolang hij niet verzoend was met de kalief en stierf in 805 in de gevangenis. Hij was toen ongeveer 70 jaar oud. 
Haroens daad werd algemeen afgekeurd. Dichters beschreven hun verdriet om de teloorgang van zulke wijze en genereuze mannen, die in verband stonden met een tijdperk dat voorbij was. De roem van de Barmakiden was eeuwen later nog sterk in het Oosten. De 'tijd van de Barmakiden' werd lang gebruikt om 'alles dat goed was' uit te drukken, 'de hoogste graad van geluk en overvloed'. De 17e-eeuwse Spaanse historicus Makkari gebruikte nog barmeki wat aanduidde 'wat waardevol was in de tijd van de Barmakiden'. Twaalf eeuwen werd er nog heftig gespeculeerd over de vraag waarom de Barmakiden in ongenade waren gevallen.
Tijdens de regering van Mamoen konden de Barmakiden, die de vreselijke tijd hadden overleefd of waren gevlucht, weer een normaal leven oppakken. Beroemde nakomelingen waren Mohammed ibn Yahya (gouverneur van Basra), Abbas ibn Fahd (gouverneur van Khorasan), Musa en zijn zoon Imran (gouverneurs van Sind), abd al-Hasan (dichter, historicus en nadim (gezel) van kalief Muktadir), ibn Khallikan (biograaf), een vizier van de Samaniden, een ambassadeur van de Ghazneviden en een 10-eeuwse Spaanse jurist. Mensen werden later al-Barmaki genoemd, omdat ze afstammeling waren of een volgeling van de grootse familie.